# 大波こなみ
大波 こなみ（おおなみ こなみ、6月5日 - ）は日本の女性声優。アダルトゲームに声をあてている。

## 人物
声優を目指すきっかけは、『天空の城ラピュタ』の主人公・パズーの声を大人の女性（田中真弓）が演じていることを知り、声優の力に感動して自分もやってみたいと思ったことから。
芸名は、ゆったりかわいらしい名前がいいと考えて「大波小波」というフレーズから取り、「小波」まで漢字だと固いイメージになるので「こなみ」とひらがなにした。
演じるのは年上のお姉さん役やロリな役が多いが、ノーマルな正統派ヒロインの役もやってみたいという。元々喉が強いが、収録の際にはハチミツを常備して合間になめるなどケアに努めている。
渋谷ひめと共にパーソナリティーを務めるWebラジオ「お姉たんラジオ略してオネラジ！」では、パーソナリティーのキャラクターイラストを描いた他、番組内の小道具も全部自分で作っている。
猫が好きで、招き猫など猫の置物を集めることが趣味。実際に猫を飼っており、そのかわいさを周囲に見せたくてブログを始めた。
ダイナマイト♡亜美、金田まひると仲がよい。

## 出演
太字は主役またはヒロイン。

### アダルトアニメ
- 黒愛 〜一夜妻館・淫口乱乳録〜（荒神 六華）
- 15美少女漂流記（真田 英麻）
- 新体操(真)（白川 トモミ）
- Maple Colors（桃井 葉子）
- 都市伝説シリーズ其の弐 ェ呪いのビデオ（さだ子（小））
- くりぃみぃパイ2「Ceystal Baby」（美香）

### アダルトゲーム

#### 2000年
- One Way Love〜ミントちゃん物語（浦部 茜）

#### 2001年
- イ号型局地迎撃天使 NANAKO 〜かく戦えり・乙女達〜（HMG-03ティナ）
- PureMail -ピュアメール-（澤永 美紀）
- 幻燐の姫将軍（イリーナ・テシュオス、リスティ）
- パンドラの夢（スウ）
- 真昼に踊る犯罪者（アーティ・ブルックリン）
- もっとしてしておねーさん（配役不明）

#### 2002年
- H 〜いつかたどりつけた場所〜（永倉 渚）
- アルフレッド学園魔物大隊（城崎 めぐみ）
- エーベンブルグの風（ロザリー）
- エルフィーナ 〜淫夜へと売られた王国で…〜（ニニア）
- 初恋（桜井 小桃）
- 娘3動物園（天乃川 びうら）
- けがれた英雄 〜邪淫聖女狩〜（クビワン、イリア・リゲット）

#### 2003年
- うさみみデリバリーズ!!（霽月莉央）
- カラフルキッス 〜12コの胸キュン!〜（大西 小夏）
- クリスマス★プレゼント（マイ）
- 汚された夏 〜10本の手で嬲られた少女〜（白石 玲）
- 幻燐の姫将軍2 〜導かれし魂の系譜〜（イリーナ・マーシルン、リスティ）
- 懲らしめ2〜狂育的デパガ指導〜（平野 鈴音）
- 相楽さん家の悦楽ライフ♪（相楽 るるか）
- さよなら。（千登勢）
- 屍姫と羊と嗤う月（黛 叶子、昴）
- 詩乃先生の誘惑授業（富野芳恵）
- 月は東に日は西に 〜Operation Sanctuary〜（秋山 文緒）
- 塔ノ沢魔術研究会（辻 浦都）
- 夏神楽（音羽 初花）
- ブラウン通り三番目（リズィ・コリント）
- 星空☆ぷらねっと 〜夢箱〜（星見 瞳）
- MILK・ジャンキー（豊原 玲奈）
- 夢幻の迷宮3 Type S（シリウス・ロゼ・アールヴ）
- Maple Colors（桃井 葉子）
- 病憑き 〜猟奇感染ウィルス〜（星川 琴子）
- LOVERS 〜恋におちたら〜（井之上 貴久美、河合 美奈代、細川 洋子）
- レベルジャスティス（冥獣アーネウス、リンザ博士）
- Ricotte 〜アルペンブルの歌姫〜（リコッテ）

#### 2004年
- オーガストファンBOX（秋山 文緒）
- おまえのなつやすみ（火野 ころな）
- Canvas2 〜茜色のパレット〜（萩野 可奈）
- 黒愛 〜一夜妻館・淫口乱乳録〜（荒神 六華）
- 空帝戦騎〜黄昏に沈む楔〜（ナス、幡宮 雪江）
- こんねこ（川原 瑞葉）
- Sixty-Nine2（配役不明）
- 人工少女2（A型、O型）
- sweet and sweet（大空寺 深玲）
- 巣作りドラゴン（ユメ・サイオン）
- DUEL SAVIOR（ミュリエル・シアフィールド）
- 乳辱人妻女学園（百合川 美咲）
- Noel（叢雲）
- ぴゅあぴゅあ（とばり）
- MILK・ジャンキー2（房野 友香）
- ろーでび 〜小悪魔的偏愛論〜（沢渡 千景）

#### 2005年
- アルゴノーツ（トマーニ）
- 家庭教師のおねえさん 〜Hの偏差値あげちゃいます〜（雨宮 天音）
- クライミライ2（佐伯 綾目）
- クライミライ3（佐伯 綾目）
- ダンシング・クレイジーズ（リンテール、アーティ・ブルックリン）
- でぼの巣箱（初花）
- 南国ドミニオン（山内 未来）
- ぱいめが（若宮 奏）
- パペットプリンセス 〜傀儡姫。わたしは、操り人形〜（織田 穂香）
- プリンセスうぃっちぃず（クルル（クルシェンヌ・ルーセル））
- プリンセス小夜曲（シャロット・フォン・デム・ディランド）
- マジカルウィッチアカデミー 〜ボクと先生のマジカルレッスン〜（イリス）
- みらろま（高原 愛、仁科 セツ子）
- 夢見ヶ丘（神楽 ゆめ）

#### 2006年
- 淫皇覇伝アマツ -白濁の呪印-（プレッツェル、イスミ）
- おたく☆まっしぐら（上野 久里）
- おまな2 おまえんち萌えてるぞ（火野 ころな）
- グリンスヴァールの森の中 〜成長する学園〜（シャルロット）
- School ぷろじぇくと☆（日向 遥）
- すぺーす☆とらぶる（シェリル ブロッサム ヒューズ）
- ダンジョンクルセイダーズ（イリス）
- 天使憑きの少女 〜Related with “Present for you”〜（橋本 紗雪、柴田優子）
- 春恋*乙女 〜乙女の園でごきげんよう。〜（鳳 皐月、真宮 璃々香）
- 姫巫女（土岐 穂乃香）
- 魔法が世界を救います!（配役不明）
- 峰深き瀬にたゆたう唄（スゥ・ネイル、ナス）
- りこりす〜Lycoris Radiata〜（玖来）
- BALDR BULLET "REVELLION"（フェイ・マリニナ）

#### 2007年
- 王賊（ケーニスクフェア）
- おしえて巫女先生弐（白鳥 弥生）
- クライミライ4（佐伯 綾目）
- Xross Scramble（ミュリエル・シアフィールド）
- Chu×Chuアイドる（リップ、仲内 知子）
- Chu×Chuぱらだいす（リップ、仲内 知子）
- ツイ☆てる（河井 空）
- ピリオド（小石川 小羽）
- 僕と極姉と海のYear!!（菜波 晶）
- みんな大好き子づくりばんちょう（緋雨 紗綾香）

#### 2008年
- 暁の護衛（二階堂 麗華）
- 戦女神ZERO（魔神ナベリウス）
- ウィザーズクライマー（セリスティーネ・ロココ）
- WIZARD GIRL AMBITIOUS（りりあん・月影）
- X Change Alternative2（葵塚 智代）
- Garden（鈴村 あざみ）
- ステルラ エクエス〜贖罪の姫騎士〜（フォーミュラ）
- 姫巫女・繊月（土岐 穂乃香）
- ピリオド -SWEET DROPS-（小石川 小羽）
- FairlyLife（中里 結花子）
- ××な彼女のつくりかた ハプニング（泉 雪那）
- リリカルDS（高原 愛、川原 瑞葉）
- 暁の護衛〜プリンシパルたちの休日〜（二階堂 麗華）

#### 2009年
- 聖剣のフェアリース（小花川 ゆり）
- みここ（たま）
- ステルラエクエス 〜贖罪の姫騎士〜（フォーミュラ・信念）
- マジカルウィッチコンチェルト（エル・キャンベル）
- そらふね（アウリン）
- 蒼海のヴァルキュリア 〜孤高の皇女ルツィア〜（ルツィア・ヘンデルバンド）
- 絶対★魔王 〜ボクの胸キュン学園サーガ〜（エストレイア・ヴィット）
- フェイクアズール・アーコロジー（勇那 春子）
- 姫狩りダンジョンマイスター（アナスタシア、シルフィーヌ）
- 姫さまはプリンセス（白鳥可菜子）
- マジカルウィッチコンチェルト（エル＝キャンベル）
- クロガネの翼 ～THE ALCHEMIST’S STORY～（蓬莱珠枝）

#### 2010年
- 暁の護衛〜罪深き終末論〜（二階堂 麗華）
- ひのまるっ（鷹城 日乃、斉藤 日輪）
- 戦女神VERITA（魔神ナベリウス、イリーナ・マーシルン、アナスタシア）
- AngelRing 〜エンジェルリング〜（ルキア・ルミナス・スイレン）
- BUNNYBLACK（フォーゼロッテ）
- お嫁さん候補があらわれた! コマンドは?（涼乃 葉月）
- 桜花センゴク〜信長ちゃんの恋して野望!?〜 (武田 信玄ちゃん)
- 神楽幻想譚〜妖かしの姫〜（白山 奏）
- よう∽ガク〜妖学園の未来は会長次第!?〜（敷浪 小夏）[5]
- 超限勇希ムゲンフィニティ（時久 環）[6]

#### 2011年
- アルテミスブルー（久保 亜希子）
- 神楽早春賦（白山 奏）
- 神採りアルケミーマイスター（フィニリィ）[7]
- さくら色カルテット（サラ）[8]
- 新婚性活（椎名 美香）[9]
- ぶら ぶら（皆口 瞳）
- 雪鬼屋温泉記（雪鬼屋 仲居）
- ユユカナ -under the Starlight-（いづみさん）
- ラブ☆キス（神部 小百合）[10]
- 揺り籠より天使まで（閑傘 ウメ）[11]

#### 2012年
- BUNNYBLACK 2（フォーゼロッテ）[12]
- それゆけ!ぶるにゃんマン HARDCORE!!!（フロマージュブラン）[13]
- リア充催眠〜リアルが充実する催眠生活はじめました。〜（赤坂 まひる）[14]
- 英雄*戦姫（ワイナ・カパック）[15]
- デモニオン 魔王の地下要塞（オボロ）[16]
- 恋妹SWEET☆DAYS（鰍沢 藤乃）[17]
- 暁の護衛 トリニティ（二階堂 麗華）[18]
- つぼい君のスイッチ!（名波 風子）[19]
- 門を守るお仕事（ミルカッセ）[20]
- ポケット彼女〜白濁人形〜（堀江 千晶）[21]

#### 2013年
- GEARS of DRAGOON〜迷宮のウロボロス〜（ルーチェ・ロア）[22]
- プリンセスキッス! ～少女1000年紀物語～（禍星 イヅナ）
- BUNNYBLACK 3（フォーゼロッテ）[23]
- 僕らの頭上に星空は廻る（長森 櫻）
- プレスタ! ～Precious☆Star’sフェスティバル～（日比野 鈿女）
- イマコイ サキュバスと添い遂げるオレ!?（ミウ）
- ペロペロサイミン 裸王伝 ～潤愛の章～（三上 麻衣子）

#### 2014年
- 暁の護衛 トリニティ コンプリートエディション（二階堂 麗華）
- 英雄＊戦姫GOLD（ワイナ・カパック）
- デモニオンII ～魔王と三人の女王～（グラス）
- 天秤のLa DEA。 戦女神MEMORIA（アナスタシア）
- ハーヴェストオーバーレイ（三神 ナターリア、アワシマ）
- アウトベジタブルズ（山日野 瑠流）
- それゆけ! ぶるにゃんマン えくすたしー!!!（フロマージュブラン）
- はにつま（青葉 美里）
- 夏神楽（音羽 初花）
- ハーヴェストオーバーレイ リコネクション（三神 ナターリア、アワシマ、ほか）

#### 2015年
- 塔の下のエクセルキトゥス（テト・ペルシャナ）
- はにつまHs ～アフターウェディング～（青葉 美里）
- 悪魔娘の看板料理（ミフリー）

#### 2016年
- サクラノモリ†ドリーマーズ（吹上 美弥子）[24]
- 珊海王の円環(アナスタシア)[25]
- 戦極姫７～戦雲つらぬく紅蓮の遺志～(龍造寺 隆信)
- プラネット ドラゴン(サクラ
- 天極姫2 ～覇権争奪、幻妖の将星～（天狗）
- むすめーかー HDリマスター（涼海、蓮）
- 月明りに悶える孕女（神倉 千沙）

#### 2017年
- ESEX シコルスキー INTERNEETセキュリティクラウド2017（シャル）
- サクラノモリ†ドリーマーズ2（吹上 美弥子）
- 領地貴族（マイレッド家のメイド長）
- あかときっ2! -紡ぐマホウと零れるヒカリ-（マシロ）

#### 2019年
- 変態エルフ姉妹と真面目オーク（アリシア）
- 神楽黎明記 ～奏の章～（白山 奏）

#### 2020年
- 神楽黎明記 〜初花の章～（音羽 初花）

#### 2021年
- 天結いラビリンスマイスター（サリナ・シフォル）

#### 2024年
- 神楽漫遊記 ～桂香と初花～（音羽 初花）

### ソーシャルゲーム
- 超昂大戦 エスカレーションヒロインズ（風のフウカ / 矢凪羽 フウカ[26]）
- 宝石姫 Reincarnation（ノイン[27]）

## インターネットラジオ
- ピリオドらじお（パーソナリティー）
- 頑張って少女騎士になるラジオ（音泉：2008年12月26日 - 2009年4月10日）
- お姉たんラジオ略してオネラジ!（Radio Peach：2012年10月17日 -）